# Jesus Piece (album)
Pour les articles homonymes, voir Jesus Piece.
Albums de The Game
The RED Album
(2011) Blood Moon: Year of the Wolf
(2014)
Singles
1. Celebration
Sortie : 2 septembre 2012
2. All That (Lady)
Sortie : 19 février 2013

Jesus Piece est le cinquième album studio du rappeur américain The Game, sorti le 11 décembre 2012. L'album s'est classé 1er aux Billboard Top RnB/Hip-Hop Albums et Top Rap Albums, 2e aux Top Digital Albums et 6e au Billboard 200.

## Pochette
En octobre 2012, la pochette de l'album est présentée sur Internet. Dessinée telle une bande dessinée, la couverture représente un Jésus-Christ noir, version gangsta rap, avec une larme tatouée sous un œil ainsi que le visage partiellement caché par un bandana rouge représentant les Bloods. Cela engendre une polémique aussi bien auprès des fans du rappeur que de certains religieux.
En novembre 2012, une nouvelle pochette est présentée. Elle est principalement constituée d'une photographie en noir et blanc du grand frère de Game, Jevon Danell Taylor, décédé à 21 ans. On peut également y lire « In Loving Memory of… » (« à la mémoire de… »). Par ailleurs, le nom du rappeur est bien The Game et non simplement Game comme pour The RED Album.
La première pochette originelle sera conservée pour l'édition Deluxe.

## Clip
Le clip du premier single, Celebration, avec Chris Brown, Tyga, Lil Wayne et Wiz Khalifa en featuring, a été réalisé par Matt Alonzo.

## Liste des titres
| No  | Titre                                                                                               | Contient un (des) sample(s) de                                                                        | Durée |
| --- | --------------------------------------------------------------------------------------------------- | --- | ----- |
| 1.  | Scared Now (featuring Meek Mill – Produit par Black Metaphor)                                       | This Side of Forever de Lalo Schifrin et Jerry Fielding featuring Roberta Flack                       | 4:59  |
| 2.  | Ali Bomaye (featuring 2 Chainz et Rick Ross – Produit par Black Metaphor)                           | Seven Devils de Florence and the Machine                                                              | 6:12  |
| 3.  | Jesus Piece (featuring Kanye West et Common – Produit par Boi-1da et The Maven Boys)                | | 3:53  |
| 4.  | Pray (featuring J. Cole et JMSN – Produit par Cool & Dre)                                           | I'm Not Human at All de Sleep Party People                                                            | 4:58  |
| 5.  | Church (featuring King Chip et Trey Songz – Produit par K. Roosevelt)                               | Bandz a Make Her Dance de Juicy J                                                                     | 6:07  |
| 6.  | All That (Lady) (featuring Lil Wayne, Big Sean, Fabolous et Jeremih – Produit par Cool & Dre)       | Lady de D'Angelo Song Cry de Jay-Z                                                                    | 3:34  |
| 7.  | Heaven's Arms (Produit par Cool & Dre)                                                              | Ain't No Sunshine de Michael Jackson                                                                  | 4:05  |
| 8.  | Name Me King (featuring Pusha T – Produit par SAP)                                                  | Breath of Life de Florence and the Machine                                                            | 4:01  |
| 9.  | See No Evil (featuring Kendrick Lamar & Tank – Produit par Boi-1da et Matthew Burnett)              | Murder Was the Case (Death After Visualizing Eternity) de Snoop Dogg featuring Daz Dillinger          | 4:44  |
| 10. | Can't Get Right (featuring K. Roosevelt – Produit par Cool & Dre)                                   | Oh Yeah de Bat for Lashes                                                                             | 4:57  |
| 11. | Hallelujah (featuring Jamie Foxx – Produit par Jake One)                                            | We See God With the Eyes of Our Soul de Maceo Woods and The Christian Tabernacle Baptist Church Choir | 4:33  |
| 12. | Freedom (featuring Elijah Blake – Produit par Antwan « Amadeus » Thompson)                          | Do It Again de The New Birth                                                                          | 5:46  |
| 13. | Celebration (featuring Chris Brown, Tyga, Lil Wayne et Wiz Khalifa – Produit par SAP et Cool & Dre) | 1st of Tha Month de Bone Thugs-N-Harmony                                                              | 4:48  |

| 14. | I Remember (featuring Young Jeezy et Future – Produit par Yung Ladd et Cool & Dre) | 4:41 |
| 15. | Blood Diamonds (Produit par S1, J Rhodes et Greg Fears Jr.)                        | 4:16 |

| 16. | Blood of Christ (Produit par Dawaun Parker) |                 | 5:06 |
| 17. | Holy Water (Produit par SAP)                | Changes de Mala | 3:22 |

| 16. | Dead People (Produit par Dr. Dre) | 4:19 |

## Dates de sortie
| Pays        | Date             | Label(s)   | Formats                                |
| ----------- | ---------------- | ---------- | -------------------------------------- |
| France      | 11 décembre 2012 | Universal  | Téléchargement, CD, édition deluxe     |
| Allemagne   | 11 décembre 2012 | Interscope | Téléchargement, CD, édition deluxe     |
| Australie   | 11 décembre 2012 | Interscope | Téléchargement, CD, édition deluxe     |
| Irlande     | 11 décembre 2012 | Interscope | Téléchargement, CD, édition deluxe     |
| Royaume-Uni | 11 décembre 2012 | Interscope | Téléchargement, CD, édition deluxe     |
| États-Unis  | 11 décembre 2012 | Interscope | Téléchargement, CD, édition deluxe, LP |
| Canada      | 11 décembre 2012 | Interscope | Téléchargement, CD                     |

## Classements

### Classements hebdomadaires
| Classement (2012)                   | Meilleure position |
| ----------------------------------- | ------------------ |
| Belgique (Wallonie Ultratop)        | 158                |
| Royaume-Uni (UK Albums Chart)       | 76                 |
| Canada (Canadian Albums)            | 16                 |
| États-Unis (Billboard 200)          | 6                  |
| États-Unis (Top R&B/Hip-Hop Albums) | 1                  |
| États-Unis (Top Rap Albums)         | 1                  |